# Carollia subrufa
Carollia subrufa — вид родини листконосові (Phyllostomidae), ссавець ряду лиликоподібні (Vespertilioniformes, seu Chiroptera).

## Поширення
Країни проживання: Коста-Рика, Сальвадор, Гватемала, Гондурас, Мексика, Нікарагуа. Мешкає від низовин до 1200 м. Цей вид може бути знайдений в сухих, листяних лісах і лісах другого зростання. 

## Морфологія
Від 6,4 до 7,3 см в довжину і вагою 12 до 19 грам. Самиці значно більші за самців. Має сіро-буре хутро зверху, блідо-сірий низ і сіро-бурі крила і хвостова мембрана. Має трикутну вуха й коротку морду.

## Поведінка
Лаштує сідала в печерах, порожніх криницяї, водопропускних трубах, порожнистих деревах і будівлях. Це стадні тварини. Харчується плодами Piper, Cecropia, Muntingia і Solanum, також комахами та нектаром.